# Harper Point
Harper Point är en udde i Sydgeorgien och Sydsandwichöarna (Storbritannien). Den ligger i den östra delen av Sydgeorgien och Sydsandwichöarna.
Terrängen inåt land är platt åt sydväst, men åt sydost är den kuperad. Havet är nära Harper Point norrut.  Det finns inga samhällen i närheten. 